# Sziveri János
Sziveri János (Muzslya, 1954. március 25. – Budapest, 1990. február 1.) Sinkó-díjas (1978) magyar költő.

## Élete
Édesapja Sziveri János elektromechanikai műszerész, édesanyja Selymesi Mária (született Lukácsfalván) kántor volt a muzslyai Kistemplomban.
Ifjabb Sziveri János Muzslyán született, s a helyi Szervó Mihály általános iskolába járt.
Mostarban és Nagybecskereken járt középiskolába, majd az Újvidéki Egyetem bölcsészettudományi karán a magyar nyelv és irodalmi tanszéken tanult. 1980–83-ban az Új Symposion című folyóiratot szerkesztette. 1985-ben került a Szabadkai Népszínházhoz dramaturgnak. Szájbarágás című verseskötetéért 1988-ban neki ítélték a Vajdasági Írószövetség évi díját.
Hosszantartó, súlyos betegségben Budapesten hunyt el, életének 36. esztendejében.
Emlékének ápolására barátai a magyar irodalom legjobb teljesítményeinek támogatására Sziveri János-díjat alapítottak (1992). 1993-ban, Muzslán alakult meg a Sziveri János szellemiségét őrző Sziveri János Művészeti Színpad. A Duna Televízió portréfilmet készített róla: „Sziveri János voltam, ez volt büntetésem” (1997) címmel, Kécza András rendezésében. Az Újvidéki Színház az azonos című poémájából készült Szelídítések című előadást 2000-ben mutatta be.

## Művei

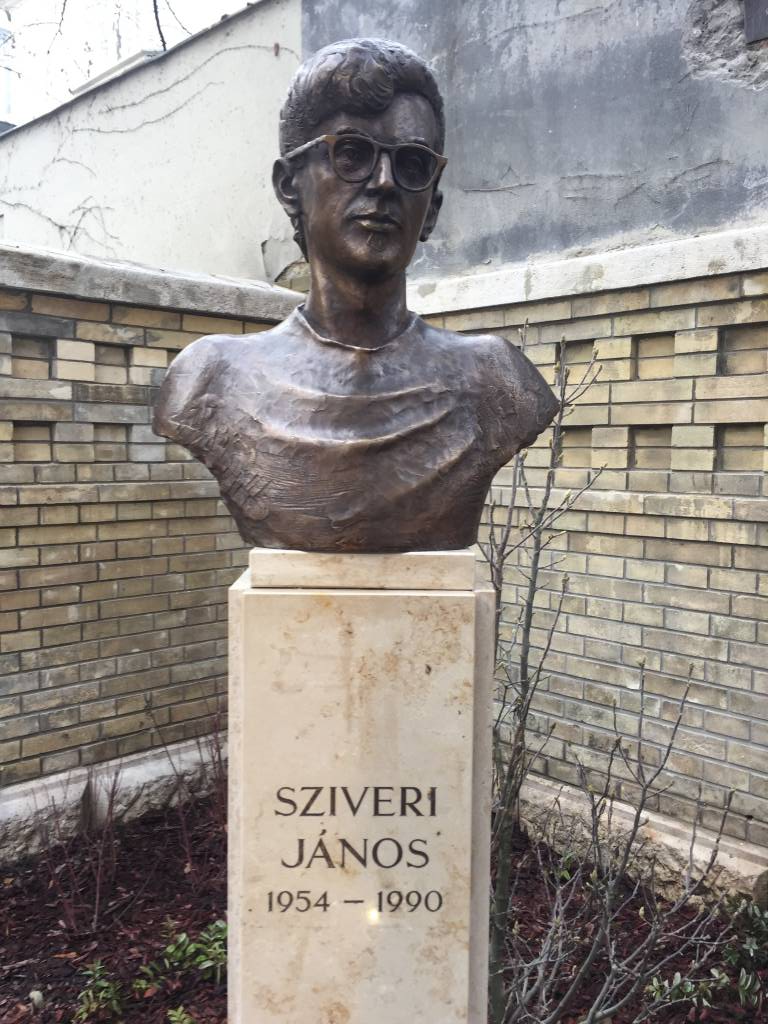
Mellszobra Budapesten
(Juha Richárd alkotása)

- Szabadgyakorlatok (versek, Forum, Újvidék, 1977)
- Hidegpróba (versek, Forum, Újvidék, 1981)
- Penge (Jovan Zivlak válogatott verseinek fordítása, Forum, Újvidék, 1984)
- Madách-kommentárok; Shakespeare-kommentárok (szerk. társszerkesztőkkel, szerb, magyar és angol nyelven Szabadka, 1986)
- Ács József. Az ész határain belül (Herceg Jánossal és Sava Stepanovval közösen, Újvidék, Forum, 1986)
- Dia-dalok (versek, Újvidéki Íróközösség, Újvidék, 1987)
- Szájbarágás (versek, Szépirodalmi, Budapest, 1988)
- Mi szél hozott? (versek, Szépirodalmi, Budapest, 1989)
- Bábel (versek, Szépirodalmi, Budapest, 1990)
- Magánterület (versek, Szépirodalmi, Budapest, 1990)
- Sziveri János minden verse (Kortárs, Budapest, 1994 ISBN 9638464143)
- Sziveri János művei (Reményi József Tamás szerkesztésében, Gondolat, Budapest, 2011)
- Pasztorál. Verseskötet CD-melléklettel (Vajdasági Magyar Művelődési Intézet, Zenta 2014)
- A szélherceg. Válogatott versek; vál., szerk. Terék Anna, Melhardt Gergő; Kertész Imre Intézet–KKETTK, Budapest, 2020

## Irodalom

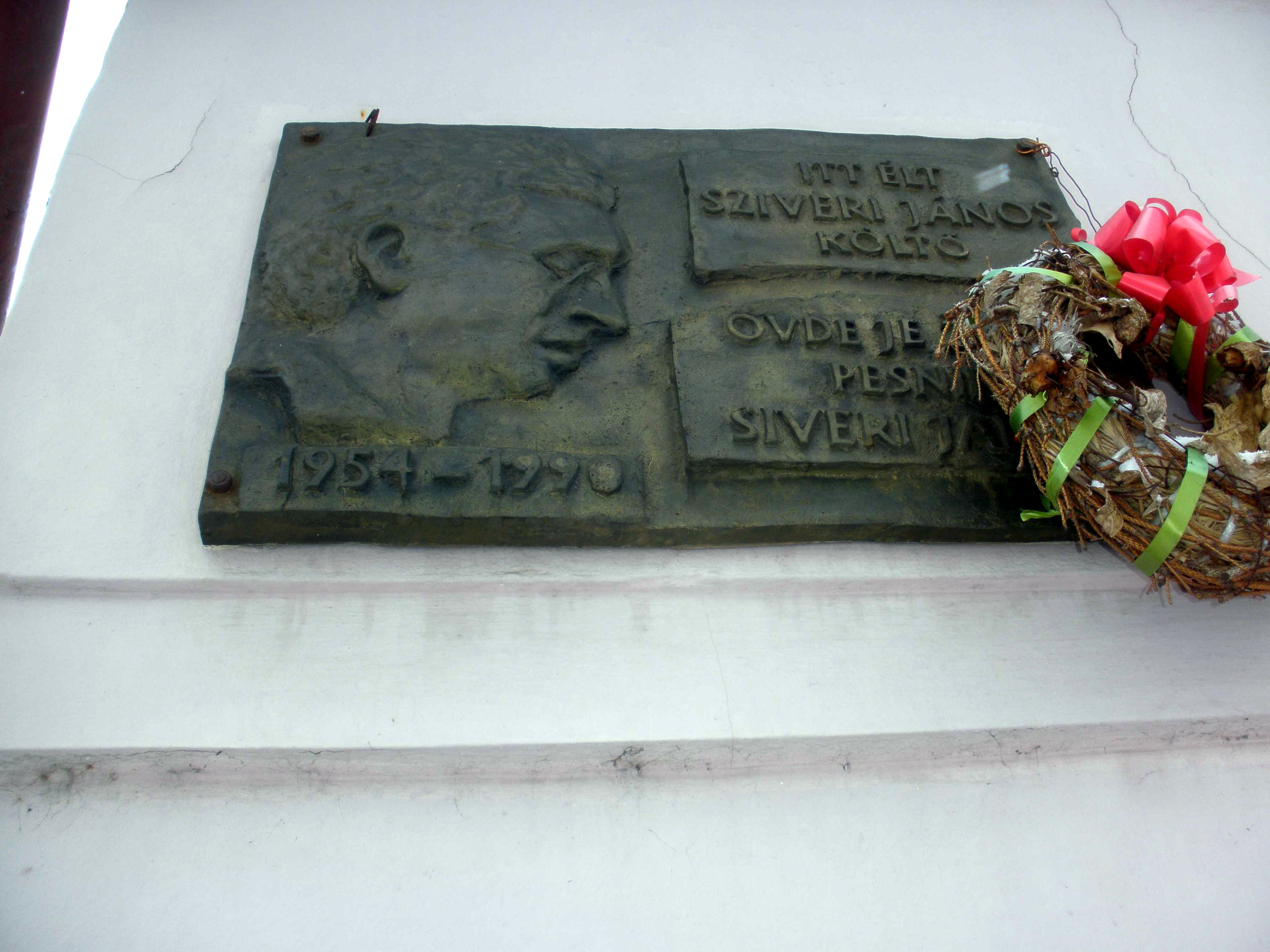
Emléktáblája szülőháza falán